# Gabriele Thöne

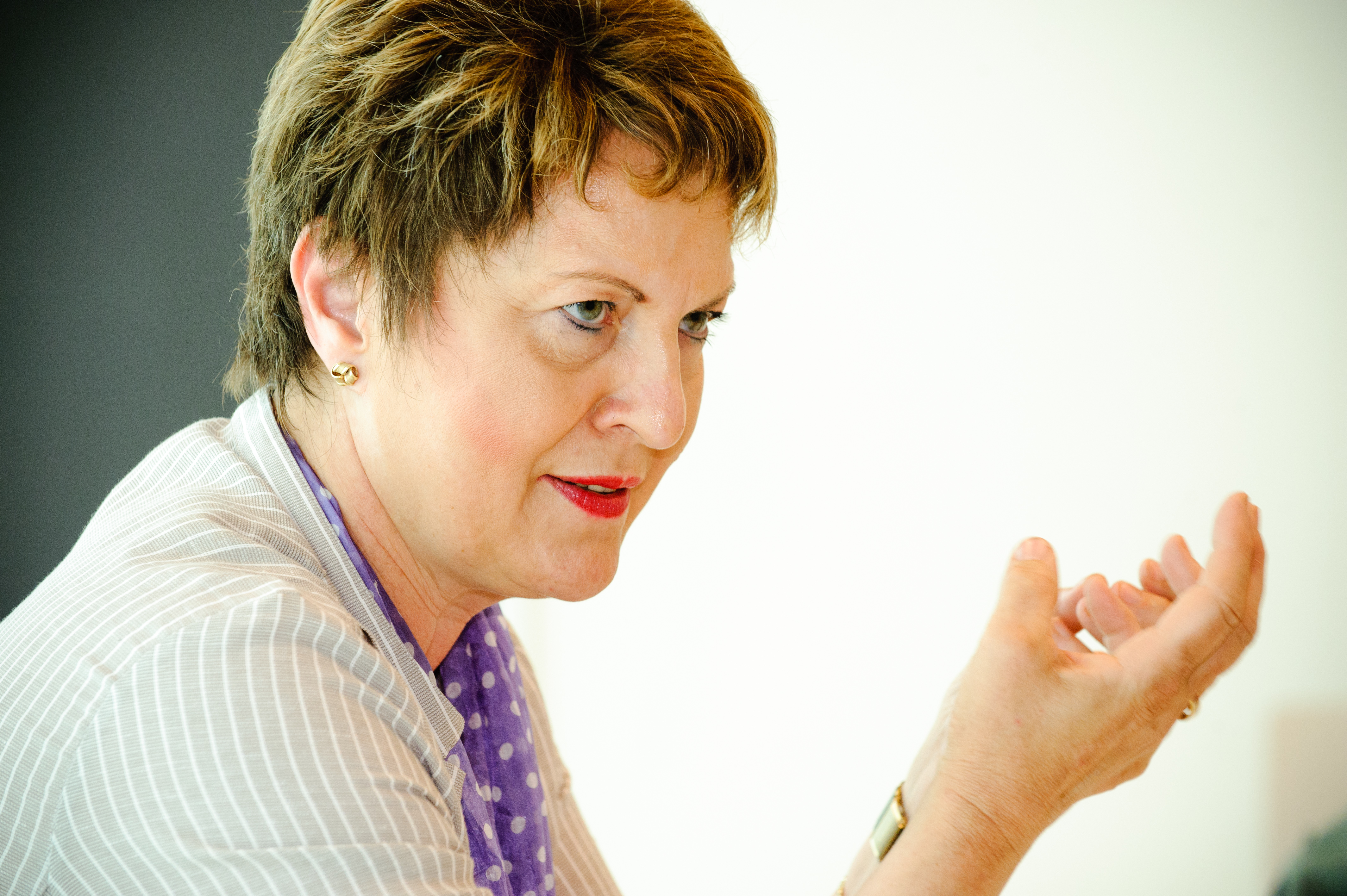
Gabriele Thöne bei einer Veranstaltung der Heinrich-Böll-Stiftung 2010

Gabriele Thöne (* 19. Februar 1958 in Kelsterbach) ist eine deutsche Juristin, Staatssekretärin a. D. und Interimsdirektorin des Abraham Geiger Kollegs.

## Ausbildung und frühe Karriere
Nach dem Abitur im Jahr 1977 in Darmstadt absolvierte Gabriele Thöne 1983 ihr Erstes und 1987 ihr Zweites Juristisches Staatsexamen in Frankfurt am Main. Dort begann sie 1988 als Rechtsanwältin in einer Wirtschaftskanzlei ihre berufliche Laufbahn.
Anschließend wechselte sie in den öffentlichen Dienst, zunächst am Bundesrechnungshof (1989), später im Haushaltsreferat des Bundesministeriums für Ernährung, Landwirtschaft und Forsten in Bonn (1989–1991), und ab 1991 in unterschiedlichen Leitungspositionen im damaligen Ministerium für Landwirtschaft, Umweltschutz und Raumordnung des Landes Brandenburg. Schwerpunkt ihrer Tätigkeiten dort waren Restrukturierung, Privatisierung und Bodenrecht im Zusammenhang mit der Deutschen Wiedervereinigung.

## Berlin

### Staatssekretärin
Von 2002 bis 2006 wirkte Gabriele Thöne als Staatssekretärin für Finanzen im Dienste des Senats von Berlin unter Thilo Sarrazin. In dieser Position war sie unter anderem an den Verhandlungen zum Verkauf von Flächen des Berliner Zoos zur Errichtung eines Riesenrads zuständig.

### Zoo und Tiergarten
Nach vierjähriger Tätigkeit im Aufsichtsrat des Zoologischen Gartens Berlin und des Tierparks Friedrichsfelde wurde Thöne 2008 zur Kaufmännischen Direktorin der beiden Einrichtungen ernannt. In ihre Amtszeit dort fielen unter anderem der Kauf des Eisbären Knut vom Tierpark Neumünster, die Gründung der Zoo Stiftung Berlin sowie der Junior Zoo Universität.
Zum 30. September 2013 schied Gabriele Thöne auf eigenen Wunsch aus den beiden Unternehmen aus. Diese Entscheidung wurde von der Presse als Rücktritt gewertet, der auf Konflikte mit ihrem Vorstandskollegen Bernhard Blaszkiewitz zurückzuführen sei. Dieser hatte sich bereits mit Thönes Vorgänger Gerald Uhlich nicht auf eine gemeinsame Linie einigen können.

### Consulting
Seit 2013 betreibt Thöne eine eigene Consulting-Kanzlei mit Tätigkeitsschwerpunkt in Berlin.

## Abraham Geiger Kolleg
Nachdem der Gründer des Abraham Geiger Kollegs Walter Homolka im Dezember 2022 nach Vorwürfen des Machtmissbrauchs sein Amt niedergelegt hatte, wurde Gabriele Thöne im Mai 2023 als Interimsdirektorin der Ausbildungseinrichtung für liberale Rabbiner eingesetzt. Sie gab Pläne bekannt, die Struktur der Einrichtung „entpersonalisieren“ zu wollen, indem neue Rechtsstrukturen geschaffen und Verantwortlichkeiten und Macht zwischen mehreren Personen aufgeteilt werden.

## Gesellschaftliches Engagement
Gabriele Thöne ist Vorsitzende des Vorstands der Urania Berlin, stellvertretende Vorstandsvorsitzende der Berliner Wirtschaftsgespräche sowie Beisitzerin für die Lenné Akademie für Gartenbau und Gartenkultur. Des Weiteren ist sie Mitglied der Gesellschaft für Christlich-Jüdische Zusammenarbeit sowie der Gesellschaft für Deutsch-Chinesischen Kulturaustausch.